# Maślaczek pieprzowy

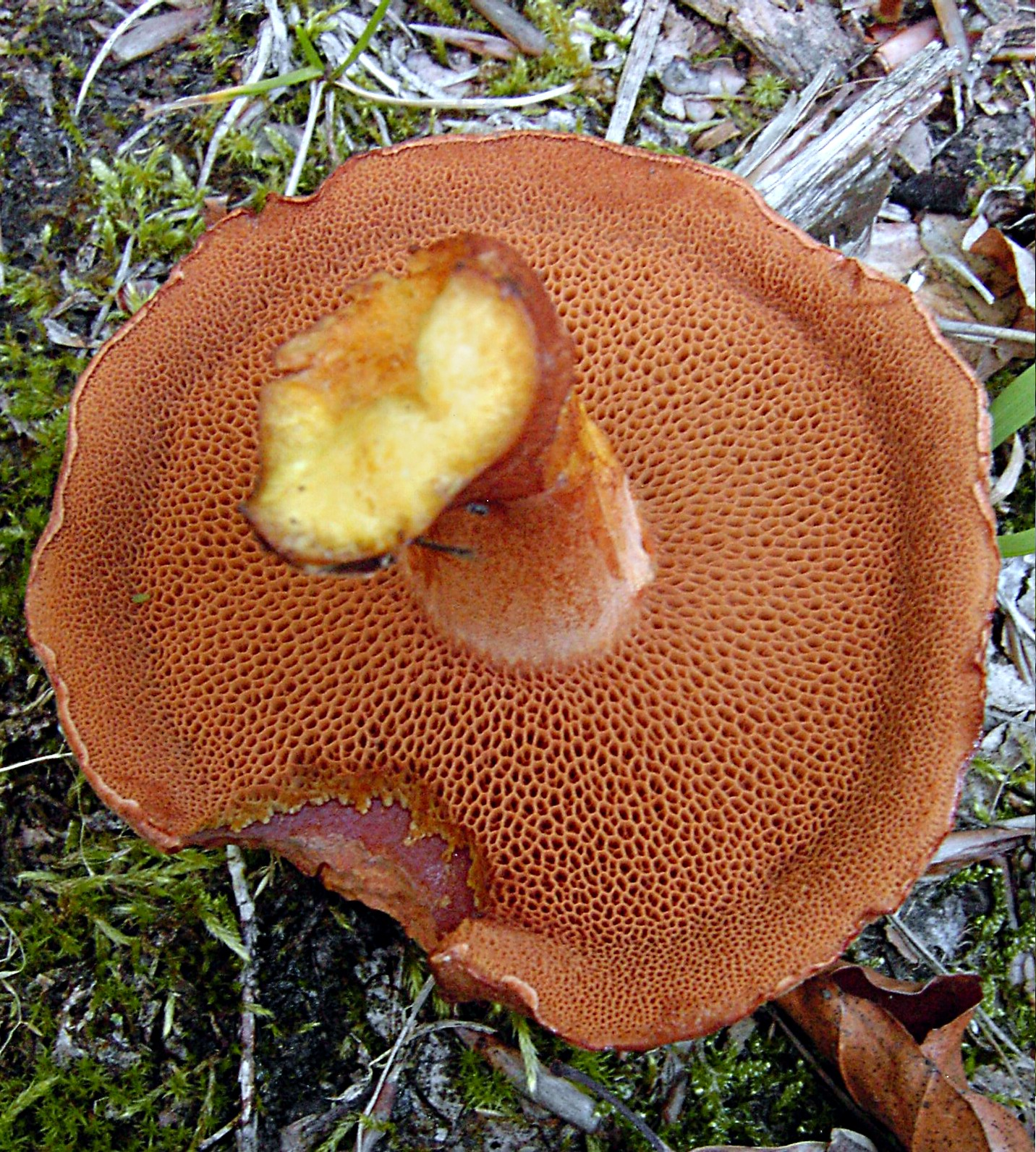

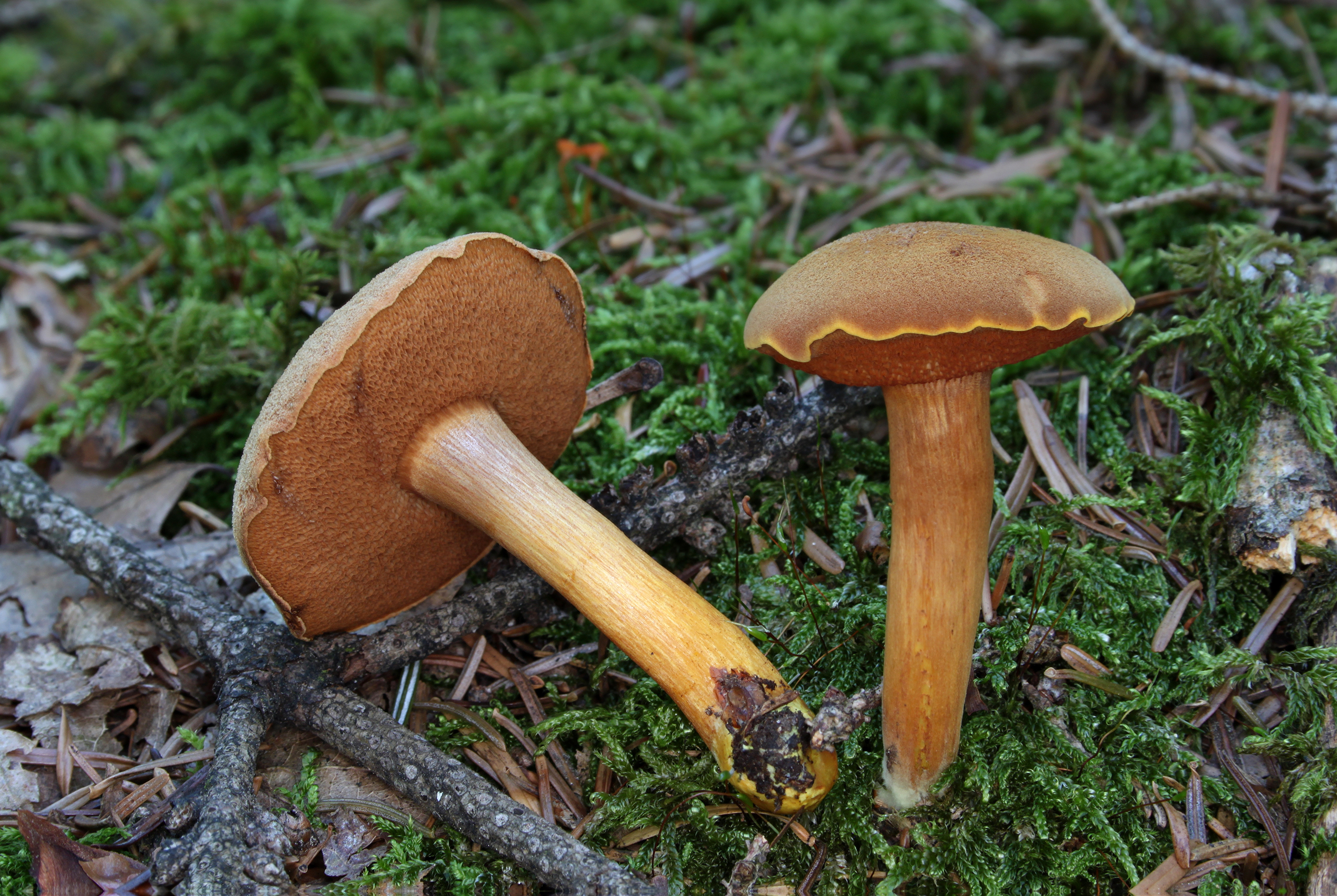

Maślaczek pieprzowy (Chalciporus piperatus (Bull.) Bataille) – gatunek grzybów należący do rodziny borowikowatych (Suillaceae).

## Systematyka i nazewnictwo
Pozycja w klasyfikacji: Chalciporus, Boletaceae, Boletales, Agaricomycetidae, Agaricomycetes, Agaricomycotina, Basidiomycota, Fungi (według Index Fungorum).
Po raz pierwszy takson ten zdiagnozował w 1790 r. Jean Baptiste Bulliard nadając mu nazwę Boletus piperatus. Obecną, uznaną przez Index Fungorum nazwę nadał mu w 1821 r. Frédéric Bataille, przenosząc go do rodzaju Chalciporus.
Niektóre synonimy:

- Boletus piperatus Bull. 1790
- Boletus piperatus Bull. 1790 var. piperatus
- Ceriomyces piperatus Bull. Murrill 1909
- Ixocomus piperatus Bull. Quél. 1888
- Leccinum piperatum Bull. Gray 1821
- Suillus piperatus Bull. Kuntze 1898
- Viscipellis piperata Bull. Quél. 1886[2].

Nazwę polską podali Barbara Gumińska i Władysław Wojewoda w 1993 r. W polskim piśmiennictwie mykologicznym gatunek ten opisywany był też pod nazwami: borowik pieprzowy i maślak pieprzowy.

## Morfologia
Kapelusz
Średnica 2–5, wyjątkowo do 7 cm. U młodych okazów poduszkowaty, u starszych nieco spłaszczony. Skórka gładka, w kolorze pomarańczowo-brązowym. Podczas wilgotnej pogody jest mazista.
Rurki
Dość krótkie, przyrośnięte lub nieco zbiegające na trzon. Mają rdzawobrązowy kolor. Pory są ciemniejsze, w kolorze brązowoceglastym, w odcieniu miedziowym. Są duże, kanciaste i mają nierówne brzegi.
Trzon
Wysokość 2–6 cm, średnica 0,4–1 cm. Ma ten sam kolor co kapelusz, w dolnej części tylko jest jaśniejszy (żółtawy). Jest cylindryczny, jednakowo gruby na całej długości, lub nieco zwężony dołem, pełny, czasami nieco wygięty.
Miąższ
W kapeluszu kremowy, w trzonie żółty lub cytrynowożółty. Ma słaby zapach i ostry, piekący smak.
Wysyp zarodników
Brązowy. Zarodniki gładkie, wrzecionowate, o rozmiarach 3–4 × 8–12 μm.
Gatunki podobne
Wyglądem podobny jest maślak pstry (Suillus variegatus), który jest jednak wyraźnie większy i nie ma tak piekącego smaku. Podobnego borowiczaka dętego (Boletinus cavipes) łatwo odróżnić po pustym trzonie i zanikającym pierścieniu. Ma smak nieco gorzki, ale nie tak piekący jak maślaczek pieprzowy.

## Występowanie i siedlisko
Poza Antarktydą występuje na wszystkich kontynentach i na wielu wyspach. W Europie Środkowej jest dość pospolity.
Naziemny grzyb pasożytniczy. Występuje głównie w lasach iglastych i mieszanych, pod jałowcem pospolitym, jodłą pospolita, brzozą brodawkowatą, bukiem, świerkiem pospolitym, sosną zwyczajną, zawsze w towarzystwie muchomorów, między innymi muchomora czerwonego i muchomora królewskiego, na grzybniach których pasożytuje. Owocniki pojawiają się latem i jesienią.

## Znaczenie
Nie jest trujący, jednak uważany jest za niejadalny z powodu ostrego smaku. Po ugotowaniu traci ostry smak. W Meksyku, w Rosji i na Ukrainie uważany jest za grzyb jadalny.